# Alice Jemeli Timbilili
Alice Jemeli Timbilili (* 1. Februar 1983 in Moiben, Uasin Gishu District) ist eine kenianische Langstreckenläuferin.

## Leben
1999 wurde sie nationale Meisterin über 10.000 m und gewann bei den Leichtathletik-Jugendweltmeisterschaften Gold über 3000 m. Bei den Leichtathletik-Weltmeisterschaften in Sevilla erreichte sie über 10.000 m nicht das Ziel.
Im Jahr darauf gewann sie im Juniorinnenrennen der Crosslauf-Weltmeisterschaften Silber, siegte beim Giro Media Blenio und qualifizierte sich über 10.000 m für die Olympischen Spiele in Sydney, bei denen sie auf den 14. Platz kam.
In den folgenden Jahren konzentrierte sie sich auf ihren Schulabschluss. Ihren nächsten großen Erfolg hatte sie bei den Crosslauf-Weltmeisterschaften 2004, bei denen sie Vierte wurde. Sie gewann den nationalen Ausscheidungskampf über 10.000 m für die Olympischen Spiele in Athen, kam dort aber nicht über den 16. Platz hinaus.
Im Jahr darauf gewann sie Silber bei den Crosslauf-Weltmeisterschaften und verteidigte ihren Titel beim Giro Media Blenio, musste jedoch verletzt auf eine Teilnahme an den Weltmeisterschaften in Helsinki verzichten.
Nach einer Babypause im folgenden Jahr kehrte sie 2007 ins Wettkampfgeschehen zurück. Beim Philadelphia-Halbmarathon wurde sie Zweite, bei den Straßenlauf-Weltmeisterschaften in Udine Neunte und beim Delhi-Halbmarathon Dritte. Zum Jahresabschluss siegte sie bei der Corrida Internacional de São Silvestre.
Nach einem vierten Platz beim RAK-Halbmarathon 2008 wurde sie bei ihrem Debüt über die 42,195-km-Distanz Fünfte beim Paris-Marathon. Beim New-York-City-Halbmarathon wurde sie Vierte, beim Portugal-Halbmarathon Zweite und beim Honolulu-Marathon Dritte. Im Jahr darauf wurde sie Zweite beim Lissabon-Halbmarathon, Neunte beim Boston-Marathon und Fünfte beim Peking-Marathon.
2010 siegte sie bei Roma – Ostia, wurde jeweils Zweite bei den 25 km von Berlin und beim Portugal-Halbmarathon und gewann den Amsterdam-Marathon sowie die Corrida de São Silvestre.
Alice Jemeli Timbilili ist 1,55 m groß und wiegt 47 kg. Sie trainiert im Camp von Nike in Kaptagat und wird vom Manager Federico Rosa betreut. Ihr Ehemann Mark Sinyei, mit dem sie einen Sohn hat, ist Landwirt und hilft ihr als Tempomacher bei Trainingseinheiten. Ihre Tante Nancy Jebet Langat wurde 2008 Olympiasiegerin über 800 m. 

## Persönliche Bestzeiten
- 3000 m: 8:40,76 min (1. Juli 2005, Saint-Denis)
- 5000 m: 14:47,06 min (8. Juli 2005, Rom)
- 10.000 m: 31:23,99 min (18. Juni 2004, Utrecht)
- 10-km-Straßenlauf: 31:25 min (1. Mai 2010, Marseille)
- Halbmarathon: 1:08:56 h (16. September 2007, Philadelphia)
- 25-km-Straßenlauf: 1:24:38 h (9. Mai 2010, Berlin)
- Marathon: 2:25:03 h (17. Oktober 2010)